# Fernando Cunha Júnior
Fernando Cunha Júnior, conhecido como Fernando Cunha (Itumbiara, GO, 29 de maio de 1935 - Goiânia, GO, 5 de novembro de 2011) foi um político brasileiro que exerceu o cargo de deputado federal por Goiás por cinco mandatos consecutivos entre 1971 e 1992, além de ter participado da Assembleia Constituinte de 1986.
Graduado em Direito pela Universidade Federal de Goiás, Junior iniciou sua carreira política na década de 1950 durante o governo de Juscelino Kubitschek. Mas, foi durante o regime militar que conseguiu se eleger por cinco mandatos consecutivos como deputado federal de Goiás, filiado ao MDB (Movimento Democrático Brasileiro) e, posteriormente, ao PMDB. Integrou um grupo de deputados de oposição, conhecidos como os autênticos do MDB, que teve um papel de destaque na resistência do Parlamento contra a ditadura militar de 1964. 
Ao longo de sua carreira política, foi um dos membros da assembleia constituinte de 1986 que tinha como objetivo criar uma nova carta magna para nosso pais, promulgada em 1988. Além disso, na década de 1990, se filiou ao PST(Partido Social Trabalhista) e, posteriormente, ao PP (Partido Progressista).

## Vida pessoal
Nascido em maio de 1935, Fernando Cunha Junior é filho de Jandira Leão Cunha e Fernando Cunha. Apesar de sua cidade natal ser Itumbiara, em Goiás, Junior morou em diversas cidades brasileiras ao longo de sua vida, como Anápolis e Goiânia. No início dos anos 1960, graduou-se em Direito pela Universidade Federal de Goiás, sendo um dos homens responsáveis pela liderança de um movimento que culminou na criação de uma faculdade pública no estado.

## Atuação na política
Sua atuação na política começou em 1955 quando, de volta a Goiás após ter passado um tempo em São Paulo, se filiou ao PSD (Partido Social Democrático) e passou a apoiar a candidatura de Juscelino Kubitschek, eleito presidente da República posteriormente. Em 1960, já no fim da era JK, foi o encarregado pela criação do Consórcio de Empresas de Radiodifusão e Notícias do Estado de Goiás durante o mandato do governador de Goiás, Mauro Borges, entre 1961 e 1964.
Durante a Ditadura Militar, passou a defender cidadãos presos injustamente durante o regime, no denominado primeiro grupo de advogados de presos políticos do Brasil. Em 1970, seis anos após a deposição de João Goulart, foi eleito deputado federal do MDB (Movimento Democrático Brasileiro) que, por sua vez, fazia oposição a ARENA e ao governo ditatorial. Três anos mais tarde, assumiu o posto de vice-líder de bancada na Câmara pelo mesmo partido e, em 1974, com sua reeleição, foi nomeado vice-presidente da Comissão de Ciência e Tecnologia e suplente da Comissão de Trabalho e Legislação Social.
Ainda, em 1978, foi eleito pela terceira vez consecutiva deputado federal pelo MDB e, em 1979 no governo de João Figueiredo, com o fim do bipartidarismo, se tornou automaticamente membro do recém-criado PMDB. Novamente, em 1982, começou a exercer seu quarto mandato consecutivo como deputado, desta vez representando o novo partido. Foi nesse mandato que, em 1984, votou a favor de eleições diretas para presidente na chamada Emenda Dante de Oliveira que resultou no movimento Diretas Já nas principais cidades do Brasil. Como a proposta de eleições diretas acabou sendo derrotada na Câmara, coube aos deputados elegerem quem seria o primeiro presidente da nova democracia brasileira a tomar posse em 1985. Nesse processo, Cunha Junior votou em Tancredo Neves para ocupar a faixa presidencial que terminou por derrotar o adversário Paulo Maluf. No entanto, Tancredo veio a falecer um dia antes de sua posse, em 21 de abril de 1985, sendo substituído pelo então vice-presidente José Sarney que permaneceu no poder até 1989.
Com o restabelecimento da democracia em nosso país, Junior foi eleito deputado federal constituinte em 1986 e passou a integrar a equipe responsável por redigir a Constituição Federativa de 1988. Enquanto esteve ocupando o cargo, passou foi titular das Subcomissões da Ciência e Tecnologia e da Comunicação, da Educação, dos Esportes, da Cultura, da Ciência, da Família, da Comunicação e da Tecnologia. Como constituinte, votou a favor da legalização do aborto, do presidencialismo, dentre outras medidas implantadas em nossa atual carta magna.
Em 1988, no meio do seu mandato como constituinte, o então governador de Goiás, Henrique Santillo, o nomeou como um dos secretários de seu governo. Um ano depois, nas eleições presidenciais de 1989, quando o brasileiro pôde voltar às urnas após quase 30 anos, apoiou a candidatura de Ulysses Guimarães e se opôs ao candidato Fernando Collor de Mello — eleito naquele ano. Nessa mesma eleição, tentou em vão concorrer ao cargo de deputado federal novamente e terminou por deixar o cargo no início de 1991.
No ano de 1992, deixou o PMDB e se tornou membro do PST (Partido Social Trabalhista). Este, por sua vez, originou o PP (Partido Progressista) em 1994 e, nesse mesmo ano, passou a ser membro do diretório nacional do governo Itamar Franco. Além disso, durante o mandato de Henrique Santillo como governador de Goiás, passou a fazer parte do Ministério da Saúde.

## Morte
Fernando Cunha Junior veio a falecer na madrugada de 5 de novembro de 2011 aos 76 anos, após ter ficado internado com pneumonia durante uma semana no hospital Anis Rassi, em Goiânia. Na época, o ex-deputado federal também havia contraído diabetes e, por conta disso, seu quadro clínico era bastante delicado. Seu velório ocorreu no Palácio das Esmeraldas, sede atual do governo goiano. e, posteriormente, seu corpo fora encaminhado para o município de Anápolis.